# پاندوا
پاندوا (به انگلیسی: Pandua) یک منطقهٔ مسکونی در هند است که در زیربخش چینسوره در ناحیه هوگلی واقع شده‌است. پاندوا ۳۰٬۷۰۰ نفر جمعیت دارد و ۱۹ متر بالاتر از سطح دریا واقع شده‌است.